# أنواع السوسن في سوريا
السوسن نبات متأصل في مناطق عديدة من سورية ويزيد عدد أنواعه عن ثلاثين نوعا تستوطن في مناطق مختلفة من القطر. ومن أنواع السوسن السوري:

## أنواع السوسن الأصيلة في سورية
- السوسن النصيري وينموفي قمة جبل النبي متي في اللاذقية
- سوسن دخاني موجود في إدلب وجبل محسن قرب حلب
- السوسن المهمازي في جبل سمعان والبارة وإدلب
- سوسن بصرى في درعا
- السوسن الذهبي النادر في الميماس وجبل قليب في السويداء
- السوسن الحوراني على ضفاف نهر اليرموك
- السوسن الأسود في منطقة المزيريب
- السوسن البازلتي: أشير إلى وجوده على التلال المحيطة بقلعة الحصن عام 1933، أما في عام 1966 فقد تأكد وجوده على الطريق الواصلة بين القلعة وتلكلخ وكان من المعتقد أنه اندثر، وبعد تحريات عديدة عثر على بعض أفراده بين الصخور البازلتية التي تمثل حدودا زراعية بين الحقول في قرية حديدة غربي حمص. يعاني هذا النوع من التراجع حالياً بسبب إزالة التلال وتحويلها إلى أراض زراعية ويصنف بأنه مهدد بالانقراض.[2]

وقد أقيمت حديقة بيئية للسوسن السوري في وسط مدينة حمص تضم أنواعاً عديدة لزهرة السوسن بألوانها الكثيرة من الأبيض والأصفر والأزرق والأحمر والأرجواني والبنفسجي والدخاني والأسود، وتقوم الحديقة البيئية بالحفاظ على زهرة السوسن السوري وحمايتها من الانقراض وإكثارها والحفاظ على أنواعها النادرة.